# دهستان گوربند
دهستان گوربند، یکی از دهستان‌های بخش مرکزی شهرستان میناب در استان هرمزگان ایران است. مرکز این دهستان، روستای گوربند است.

## جمعیت
بر پایه سرشماری عمومی نفوس و مسکن در سال ۱۳۹۵، جمعیت دهستان گوربند برابر با ۱۴٬۰۸۷ نفر بوده‌است.